# 吉氏真巨口魚
吉氏真巨口魚（学名：Eustomias gibbsi）为輻鰭魚綱巨口鱼目巨口鱼科的其中一種。分布於太平洋熱帶及亞熱帶海域，為深海魚類，棲息深度0-1100公尺，體長可達15.6公分。

## 扩展阅读
維基物種上的相關：吉氏真巨口魚